# グーチ準男爵
グーチ準男爵（Gooch baronets）は、イギリスの準男爵位。グーチ姓の者が叙された準男爵位は2つあり、それぞれグレートブリテン準男爵と連合王国準男爵位である。

## ベネーカー・ホールのグーチ準男爵 (1746年)
サフォーク州におけるベネーカー・ホールのグーチ準男爵(Gooch Baronetcy of Benacre Hall, in the County of Suffolk)は、バージニア総督を務めた陸軍軍人ウィリアム・グーチが1746年11月4日にグレートブリテン準男爵として叙位されたのに始まる。この準男爵位は兄弟とその男系男子を特別継承者(special remainder)としていた。この規定により子供のない初代男爵の死後、弟である国教会聖職者トマス・グーチが2代準男爵を継承。以降彼の系譜によって継承され続けており、現在の当主は14代準男爵アーサー・グーチである。
- 初代準男爵サー・ウィリアム・グーチ（英語版） (1681–1751)
- 2代準男爵サー・トマス・グーチ（英語版） (1675–1754)
- 3代準男爵サートマス・グーチ (1721頃–1781)
- 4代準男爵サー・トマス・グーチ (1745–1826)
- 5代準男爵サー・トマス・シャーロック・グーチ（英語版） (1767–1851)
- 6代準男爵サー・エドワード・シャーロック・グーチ（英語版） (1802–1856)
- 7代準男爵サー・エドワード・シャーロック・グーチ (1843–1872)
- 8代準男爵サー・フランシス・ロバート・シャーロック・ランバート・グーチ (1850–1881)
- 9代準男爵サー・アルフレッド・シャーロック・グーチ (1851–1899)
- 10代準男爵サー・トマス・ヴィアー・シャーロック・グーチ (1881–1946)
- 11代準男爵サー・ロバート・エリック・シャーロック・グーチ（英語版） (1903–1978)
- 12代準男爵サー・（リチャード）・ジョン・シャーロック・グーチ (1930–1999)
- 13代準男爵サー・ティモシー・ロバート・シャーロック・グーチ (1934–2008)
- 14代準男爵サー・アーサー・ブライアン・シャーロック・ヘイウッド・グーチ（英語版） (born 1937)

## クルーワー・パークのグーチ準男爵 (1866年)
バークシャー州におけるクルーワー・パークのグーチ準男爵（Gooch Baronetcy of Clewer Park, in the County of Berkshire）は、クリークレード選挙区選出の保守党の庶民院議員ダニエル・グーチが1866年11月15日に連合王国準男爵として叙位されたのに始まる。現在の当主はマイルズ・グーチである
- 初代準男爵サー・ダニエル・グーチ (1816–1889)
- 2代準男爵サー・ヘンリー・ダニエル・グーチ (1841–1897)
- 3代準男爵サー・ダニエル・フルソープ・グーチ (1869–1926)
- 4代準男爵サー・ロバート・ダグラス・グーチ (1905–1989)
- 5代準男爵サー・トレヴァー・シャーロック・グーチ (1915–2003)
- 6代準男爵サー・マイルズ・ピーター・グーチ (1963-)